# الکس بوچیا
الکس بوچیا (انگلیسی: Alex Bobocea؛ زادهٔ ۱۴ اکتبر ۲۰۰۲) بازیکن فوتبال اهل ایالات متحده آمریکا است.